# Kouřim
Kouřim, en checo: [kou̯r̝ɪm], es una pequeña ciudad de la República Checa situada en la región de Bohemia Central. Está ubicada a 45 kilómetros al este de Praga y su población es de 1.769 personas (datos de 2005).
Desde el siglo XIII hasta el XVI, fue uno de los pueblos más importantes de Bohemia, pero por diferentes circunstancias, experimentó un descenso poblacional seguido de un largo estancamiento. Como consecuencia, tanto la trama urbana de la localidad, como su arquitectura, conservan el aspecto medieval, convirtiéndose en reclamo turístico.

## Lugares de interés
- Restos de un asentamiento eslavo llamado Stará Kouřim (Viejo Kouřim), siglos IX-X
- Iglesia de San Esteban, siglo XIII
- Murallas de Kouřim, siglos XIII-XVI
- Skansen, (Museo de arquitectura popular)

## Personajes ilustres
- Ludvík Kysela

- Datos: Q934703
- Multimedia: Kouřim / Q934703